# Жабоатао дос Гуарарапис
Жабоатао дос Гуарарапис е град в щата Пернамбуко, Североизточна Бразилия. Населението му е 706 867 души според Бразилския институт по география и статистика (IBGE) през 2020 г., което го прави вторият по население град в щата Пернамбуко и 27-ият в Бразилия, изпреварван от големите столици на бразилските щати като Куяба и Аракажу.  Пощенският му код е 54000-000, а телефонния +55 81. Средната годишна температура е 28 градуса по Целзий.  Основан е на 4 май 1593 г.

## География
Площта му е 256,08 кв. км. Намира се на 10 м н.в. Разполага с 3 градски плажа (Piedade, Candeias и Barra de Jangada).

## Икономика
Основните икономически отрасли на града са туризъм, търговия, отрасъл свързан с безалкохолните напитки и транспорт. Той е много важен индустриален център, в който се намират компании като Юнилевър и Кока-Кола.